# 삿손 자동차도
삿손 자동차도(일본어: 札樽自動車道, さっそんじどうしゃどう 삿손지도샤도[*])는 일본 홋카이도 오타루시를 기점으로 삿포로시까지 이르는 38.3 km의 고속도로이다. 법정 노선상 홋카이도 횡단 자동차도(일본어: 北海道横断自動車道, ほっかいどうおうだんじどうしゃどう 홋카이도오단지도샤도[*])의 일부로 지정되어 있으며, 동일본 고속도로가 전 구간을 관리한다.

## 역사
- 1971년 12월 4일 - 국도 제5호선 삿포로 오타루 도로(삿손 바이패스)로 오타루 나들목 - 삿포로니시 나들목 구간이 개통됨. 당시 삿포로 동계 올림픽의 개최 준비로 급하게 공사를 실시하였기 때문에, 잠정 왕복 2차로로 개통하였다.
- 1973년 4월 1일 - 삿포로 오타루 도로가 고속 자동차 국도(삿손 자동차도)로 승격됨.
- 1992년 9월 30일 - 삿포로니시 나들목 - 삿포로 분기점 구간이 개통되며 도오 자동차도와 접속됨. 제니바코 본선 요금소를 삿포로니시 나들목으로 이전하면서 폐쇄함.
- 2005년 10월 1일 - 일본도로공단의 민영화로, 동일본 고속도로가 관할하게 됨.

## 구성
차로수
- 전 구간 왕복 4차선

제한 속도
- 전 구간 80 km/h

## 시설물 목록
거리의 단위는 km이다.
| 번호 | 이름                 | 일본어 이름 | 구간 거리 | 누적 거리 | 접속 노선                                               | 소재지   | 소재지   | 비고                                                      |
| ---- | -------------------- | ----------- | --------- | --------- | ------------------------------------------------------- | -------- | -------- | --------------------------------------------------------- |
| 1-1  | 삿포로 분기점        | 札幌JCT     | -         | 0.0       | 도오 자동차도                                           | 홋카이도 | 삿포로시 |                                                           |
| 1    | 가리키 나들목        | 雁来IC      | 1.9       | 1.9       | 국도 제274호선 (삿포로 신도) 국도 제275호선             | 홋카이도 | 삿포로시 | 오타루 방면 진출입로                                      |
| 2    | 후시코 나들목        | 伏古IC      | 1.5       | 3.4       | 국도 제274호선 (삿포로 신도) 홋카이도도 제112호선       | 홋카이도 | 삿포로시 | 아사히카와, 도마코마이 방면 진출입로                      |
| 3 4  | 삿포로키타 나들목    | 大谷地IC    | 2.3       | 7.6       | 국도 제274호선 (삿포로 신도) 국도 제5호선 (삿포로 신도) | 홋카이도 | 삿포로시 | 오타루 방면 진출입로 아사히카와, 도마코마이 방면 진출입로 |
| 5    | 신카와 나들목        | 新川IC      | 2.6       | 10.2      | 국도 제5호선 (삿포로 신도) 홋카이도도 제125호선         | 홋카이도 | 삿포로시 | 아사히카와, 도마코마이 방면 진출입로                      |
| 6    | 삿포로니시 나들목    | 札幌西IC    | 3.8       | 14.0      | 국도 제5호선 (삿포로 신도) 홋카이도도 제125호선         | 홋카이도 | 삿포로시 | 아사히카와, 도마코마이 방면 요금소 병설                   |
| 7    | 데이네 나들목        | 手稲IC      | 3.5       | 17.5      |                                                         | 홋카이도 | 삿포로시 | 아사히카와, 도마코마이 방면 진출입로                      |
| -    | 가나야마 간이 휴게소 | 金山PA      | 2.5       | 20.0      |                                                         | 홋카이도 | 삿포로시 | 긴급 차량용 출입로 있음                                   |
| 8    | 제니바코 나들목      | 銭函IC      | 3.6       | 23.6      | 홋카이도도 제147호선                                    | 홋카이도 | 오타루시 |                                                           |
| -    | 미하라시 정류장      | 見晴BS      | 1.2       | 24.8      |                                                         | 홋카이도 | 오타루시 |                                                           |
| -    | 신코 정류장          | 見晴BS      | 9.9       | 34.7      |                                                         | 홋카이도 | 오타루시 |                                                           |
| 9    | 아사리 나들목        | 朝里IC      | 0.6       | 35.3      | 홋카이도도 제1호선                                      | 홋카이도 | 오타루시 | 오타루 방면 요금소 병설                                   |
| 10   | 오타루 나들목        | 小樽IC      | 3.0       | 38.3      | 국도 제5호선 홋카이도도 제17호선                        | 홋카이도 | 오타루시 |                                                           |